# コラー
コラー（英語: Korha、ヒンディー語: कोढ़ा）は、インドのビハール州、カティハール県の都市。

## 歴史
1765年8月、ブクサールの戦いの講和条約であるアラーハーバード条約の締結により、アラーハーバードとこのコラーの両区域がイギリスからムガル帝国に割譲された。